# Preyssac-d’Excideuil

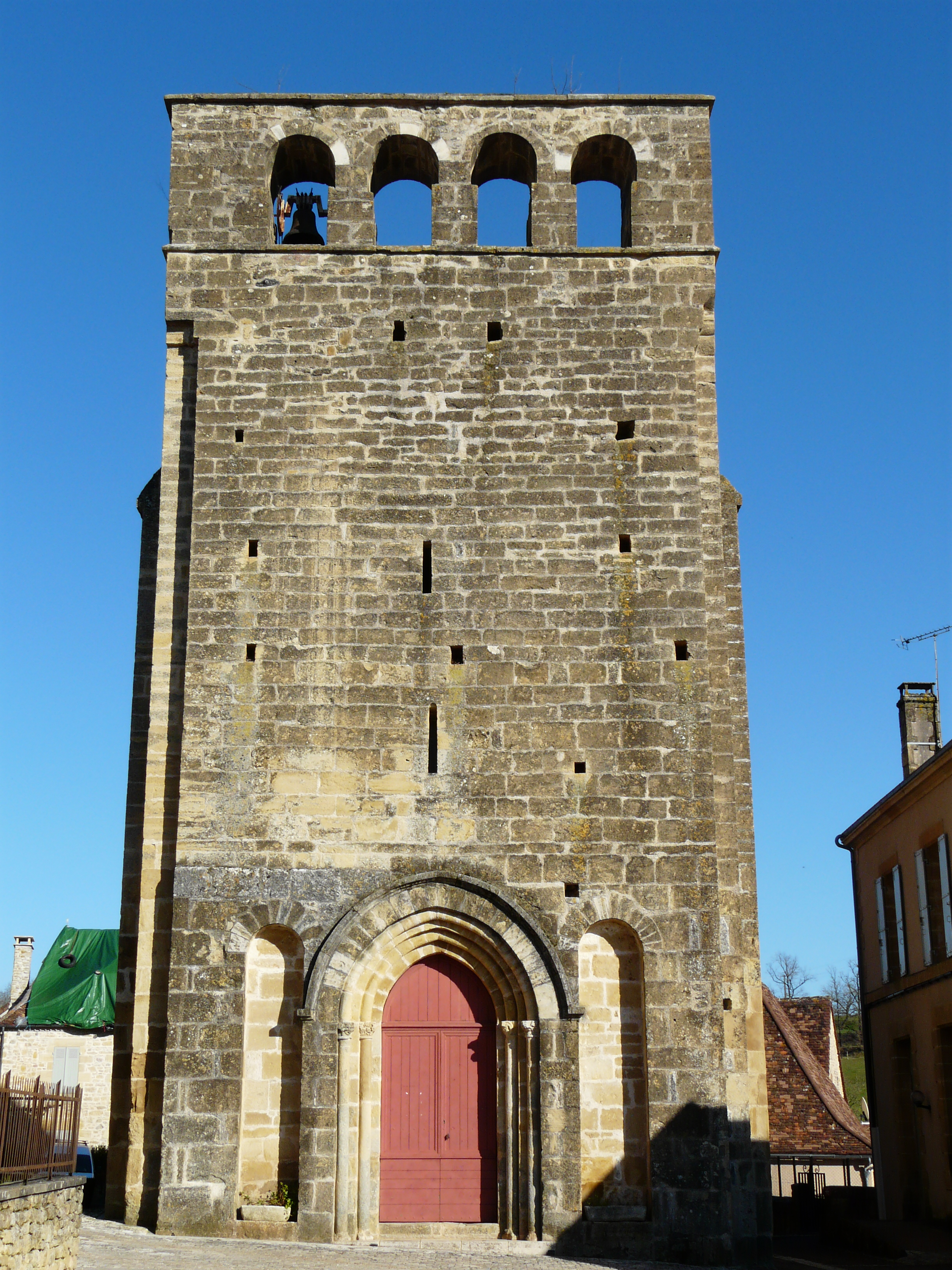
Preyssac-d’Excideuil – Église Notre-Dame de la Purification

Preyssac-d’Excideuil (okzitanisch Preissac d’Eissiduelh) ist eine französische Gemeinde mit 147 Einwohnern (Stand 1. Januar 2022) im Département Dordogne in der Region Nouvelle-Aquitaine (vor 2016 Aquitaine). Sie gehört zum Arrondissement Nontron (bis 2017 Périgueux) und zum Kanton Isle-Loue-Auvézère.

## Lage und Klima
Der Ort Preyssac-d’Excideuil liegt knapp 39 km (Fahrtstrecke) nordöstlich von Périgueux bzw. ca. 65 km südwestlich von Limoges im waldreichen Périgord vert in einer Höhe von ca. 250 m. Das Klima ist gemäßigt; Regen (ca. 970 mm/Jahr) fällt übers Jahr verteilt.

## Geschichte
Ob der Ort bereits im Mittelalter existiert hat, ist unklar – die einschiffige Kirche (wahrscheinlich eine ehemalige Prioratskirche) lässt jedenfalls darauf schließen.

### Bevölkerungsentwicklung
| Jahr      | 1800 | 1851 | 1901 | 1954 | 1999 | 2019 |
| Einwohner | 196  | 211  | 211  | 108  | 114  | 148  |

Trotz der Mechanisierung der Landwirtschaft und der Aufgabe von bäuerlichen Kleinbetrieben ist die Einwohnerzahl der Gemeinde im Wesentlichen konstant geblieben.

## Wirtschaft
Die Gemeinde ist immer noch in hohem Maße landwirtschaftlich orientiert, wobei auch die Viehzucht eine beträchtliche Rolle spielt. Im Ort selbst haben sich Handwerker und Kleindienstleister angesiedelt. Seit den 1960er Jahren werden einige leerstehende Häuser als Ferienwohnungen (gîtes) vermietet.

## Sehenswürdigkeiten
Die weitgehend aus Hausteinen gemauerte spätromanische Kirche Notre-Dame de la Purification entstand um das Jahr 1300. Während der wehrhaft wirkende rechteckige Glockengiebel (clocher mur) und das Kirchenschiff des Ursprungsbaus erhalten blieben, wurden nach Beendigung des Hundertjährigen Krieges (1337–1453) der apsislose Chor und das Westportal im gotischen Stil erneuert. Durch zwei seitliche Begleitnischen erfährt das Portal eine Bedeutungsverstärkung im Sinne eines Triumphbogenschemas. Der Kirchenbau ist seit dem Jahr 1948 als Monument historique anerkannt.